# Theophrastus redivivus
Theophrastus redivivus (littéralement « Le Théophraste ressuscité ») est un livre anonyme, en latin publié à une date inconnue entre 1600 et 1700.
Le livre a été décrit comme « un recueil d'anciens arguments contre la religion et la croyance en Dieu » et « une anthologie de la libre pensée ».
L'ouvrage comprend des traités matérialistes et sceptiques de sources classiques comme Pietro Pomponazzi, Lucilio Vanini, Montaigne, Machiavel, Pierre Charron et Gabriel Naudé,. Selon l'Encyclopaedia of the Neo-Latin World de chez Brill, le Theophrastus redivivus est « une déclaration complète de l'athéisme et du matérialisme qui semble, en effet, intemporelle. Non localisé dans le temps ou dans l'espace, le latin confère une sorte d'universalité ou d'ubiquité scandaleuse aux propositions les plus hétérodoxes. ».

## Contenu
Théophraste redivivus est célèbre pour avoir proclamé que tous les grands philosophes, y compris l'éponyme Théophraste (philosophe grec ancien vers 371 - vers 287 avant notre ère, successeur d'Aristote), ont été athées, ; les religions sont des œuvres artificielles d'hommes; il n'y a aucune preuve valable de l'existence des dieux, et ceux qui revendiquent l'expérience d'un dieu sont soit malhonnêtes, soit malades. Cependant, contrairement au Traité des trois imposteurs, un autre ouvrage antireligieux publié à peu près à la même époque, Theophrastus redivivus n'a jamais été mentionné par les philosophes et penseurs du siècle des Lumières du siècle suivant, bien qu'il soit l'un des premiers ouvrages explicitement antireligieux jamais publié dans l'Europe moderne.

### Structure
Theophrastus redivivus est divisé en une préface ("prooemium") et six traités ("tractatus"), également appelés livres ("libri"). Chaque traité est subdivisé en plusieurs chapitres ("capita").
1. Tractatus primus qui est "de Diis" - Sur les dieux
2. Tractatus secundus qui est "de Mundo" - Sur le monde
3. Tractatus tertius qui est "de religione" - Sur la religion
4. Tractatus quartus qui est "de anima et de inferis" - De l'âme et de l'enfer
5. Tractatus quintus qui est "de contemnenda morte" - Sur le mépris de la mort
6. Tractatus sextus qui est "de vita secundum natura" - Sur la vie naturelle

## Manuscrits subsistants
Aujourd'hui, seuls quatre exemplaires sont connus : un conservé à la Bibliothèque nationale de France à Paris (offert par Claude Sallier en 1741, qui l'aurait acheté lors de la vente aux enchères de la succession de Karl Heinrich von Hoym en août 1738), deux à la Bibliothèque nationale d'Autriche de Vienne et une propriété d'un professeur belge. Le savant italien Tullio Gregory a étudié le traité dans son Theophrastus redivivus. Erudizione e ateismo nel Seicento (Naples 1979), et en 1981 ses collègues Gianni Paganini et Guido Canziani ont édité et publié le texte. Ces deux derniers ont montré que les deux manuscrits autrichiens de la collection Hohendorf appartenant au prince Eugène de Savoie sont probablement plus anciens, basés sur un original antérieur, et que les manuscrits parisiens et belges sont copiés des fonds du prince Eugène.